# Aleksandrov Peak
Der Aleksandrov Peak (englisch; bulgarisch Александров връх Aleksandrow wrach) ist ein 2100 m hoher und größtenteils vereister Berg an der Loubet-Küste des Grahamlands im Norden der Antarktischen Halbinsel. In den westlichen Ausläufern des Bruce-Plateaus ragt er 11 km südöstlich des Mount Lyttleton, 9,5 km südsüdwestlich des Purmerul Peak, 5,8 km nördlich des Semela Ridge und 13 km nordöstlich des Mount Bain auf. Sein Gipfel ist abgerundet, seine steilen Süd-, West- und Nordhänge sind teilweise unvereist. Der Erskine-Gletscher umgibt ihn südlich und westlich, der Byway-Gletscher südöstlich.
Britische Wissenschaftler kartierten ihn 1976. Die bulgarische Kommission für Antarktische Geographische Namen benannte ihn 2015 nach Todor Aleksandrow (1881–1924), Anführer der bulgarischen Unabhängigkeitsbewegung in Makedonien.